# Transcription de Techmer
La transcription de Techmer est une transcription phonétique créée en 1884 par Friedrich Techmer, utilisant l’alphabet latin avec plusieurs lettres additionnelles, notamment en petites capitales ou en italique, ainsi que des signes diacritiques, pour la revue internationale de linguistique Internationale Zeitschrift fur Allgemeine Sprachwissenschaft (1884-1890).
La transcription de Techmer a notamment été adoptée dans certains ouvrages linguistiques finno-ougriens par Heikki Paasonen (en) dans Mordvinische lautlehre avec quelques déviations, par Karl Bernhard Wiklund (en), dans « Die südlappischen forschungen des herrn dr. Ignácz Halász (hu) » et par Yrjö Wichmann dans « Wotjakische sprachproben » dans le Journal de la Société finno-ougrienne. Ces travaux ont ensuite inspiré l’alphabet phonétique ouralien.

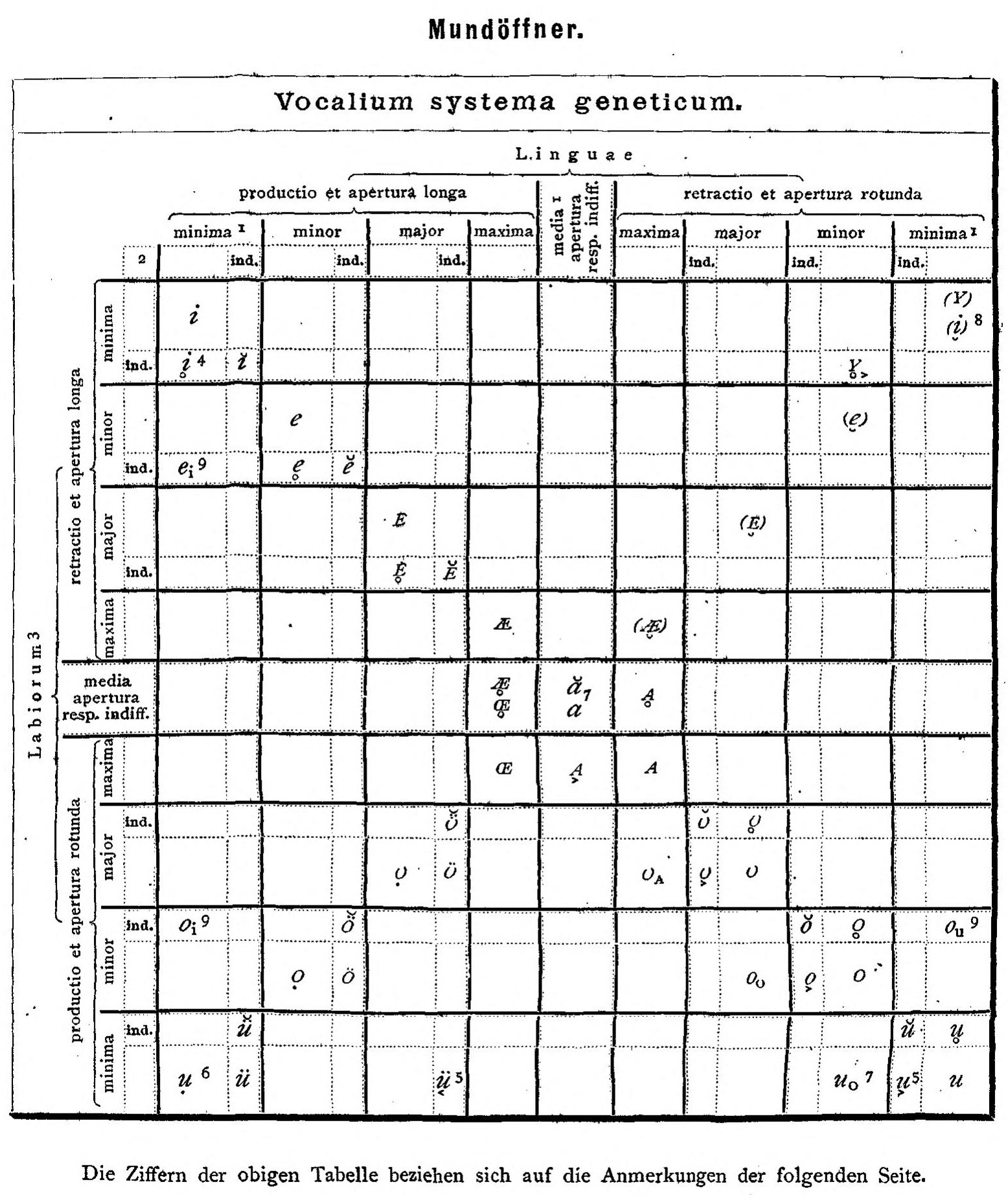
Voyelles dans Techmer 1884.
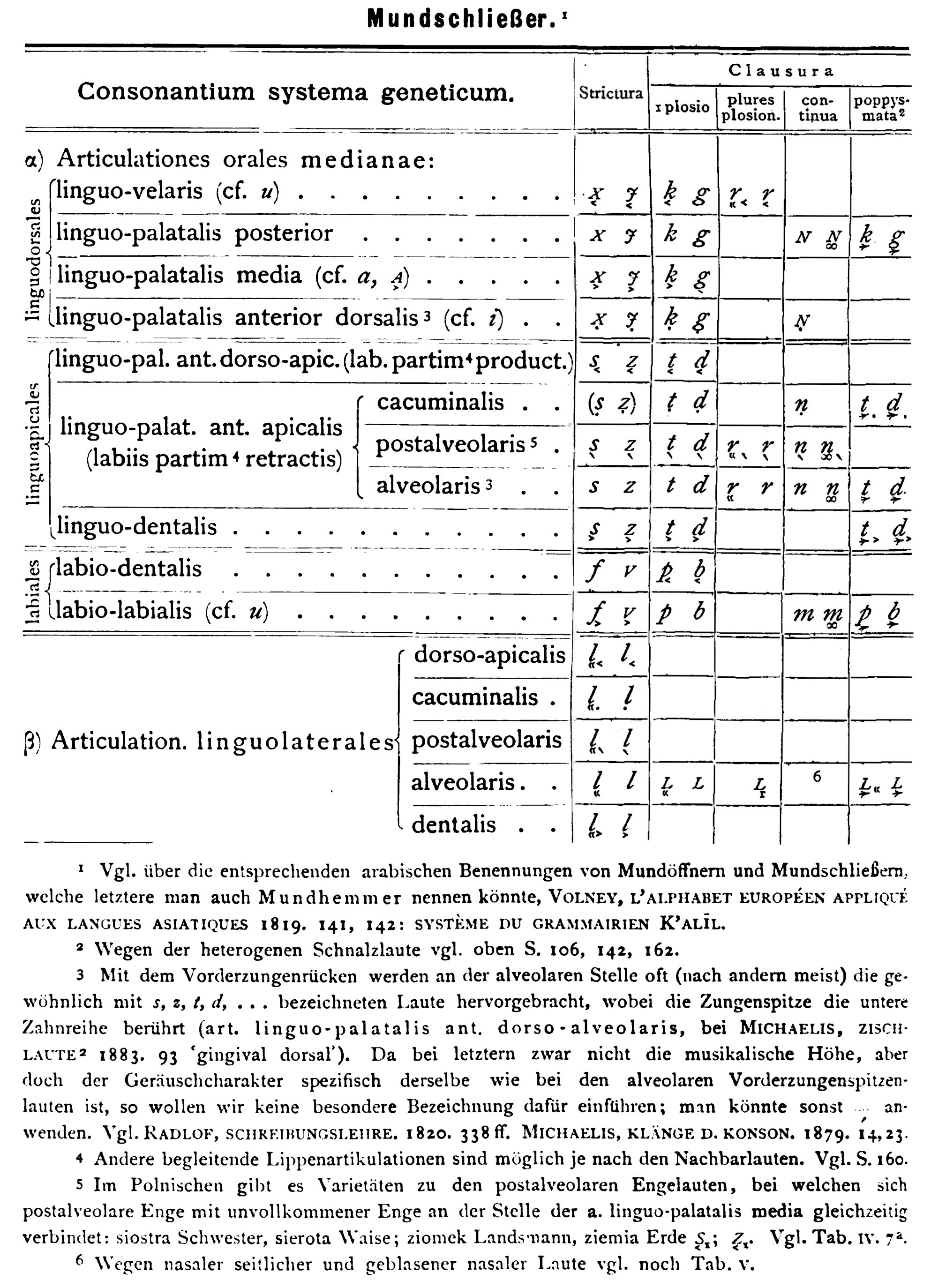
Consonnes dans Techmer 1884.